# Överklagandenämnden för högskolan
Överklagandenämnden för högskolan (förkortat ÖNH) är en förvaltningsmyndighet i Sverige (till sin art en nämndmyndighet) som har till uppgift att pröva överklaganden av vissa beslut inom de svenska universitetens och högskolornas område. ÖNH prövar även överklaganden av vissa beslut inom området för kvalificerad yrkesutbildning (KY-utbildning). Vilka beslut som får överklagas till nämnden anges i föreskrifter som meddelas av riksdag och regering. 
ÖNH har sitt säte i Stockholm och hade 1995-2012 Högskoleverket som värdmyndighet, och sedan 2013 Universitetskanslersämbetet, där myndigheten erhåller kanslistöd.
Som förvaltningsmyndighet har ÖNH att följa reglerna i förvaltningslagen (1986:223). ÖNH har emellertid flera domstolsliknande drag. 
Beträffande ÖNH:s sammansättning kan nämnas att ordföranden och dennes ersättare ska vara eller ha varit ordinarie domare. Av övriga sex ledamöter ska minst tre vara jurister. Nämnden är beslutsför när ordföranden och minst tre andra ledamöter, varav minst en jurist, är närvarande. ÖNH:s ledamöter utses av regeringen.
ÖNH:s ärenden handläggs av personal vid Universitetskanslersämbetets juridiska avdelning. Ärendena avgörs av nämnden vid sammanträden efter föredragning av handläggarna. ÖNH sammanträder i regel en gång per månad. Vissa ärenden avgörs av ordföranden eller av nämndens föredragande enligt delegation. År 2008 avgjorde Överklagandenämnden 3700 ärenden. Majoriteten av dessa ärenden avsåg antagning till högskoleutbildning. En annan stor grupp av ärenden avsåg anställning och befordran inom universitet och högskolor.
ÖNH har funnits inrättad sedan den 1 juli 1992. ÖNH är inrättad jämte 5 kap. 1 § första stycket högskolelagen (1992:1394). Genom tillkomsten av ÖNH lades Besvärsnämnden för högskoleutbildning ned. (För mer information om tillkomsten av ÖNH fr.o.m den 1 juli 1992, se prop. 1991/92:76 s.9, prop. 1991/92:100 bil. 9s 85 och UbU 1991/92:18.)